# Kozmo.com
Kozmo.com foi uma empresa de comércio eletrônico criada com capital de risco que prometia entregar o pedido, que incluía "vídeos, jogos, DVDs, música, revistas, livros, comida, utensílios e outros", além de café Starbucks ao cliente em menos de uma hora, com frete grátis, em diversas grandes cidades dos Estados Unidos.

## Modelo de negócios
Kozmo prometia o pedido ao cliente em menos de uma hora, utilizando-se de bicicletas, carros, caminhões ou transporte público, e sem cobrar taxa de entrega. O modelo foi criticado por alguns analistas de negócios que apontavam para o fato da entrega direta e em menos de uma hora era extremamente custosa e duvidavam da capacidade da empresa gerar lucros sem cobrar uma taxa de entrega.  A empresa contra-argumentou que compensava esse custo adicional por não ter gastos de aluguel para lojas físicas, o que seria um custo fixo maior que o custo arcado com as entregas grátis.

## História
A sede da empresa era em Nova Iorque. Segundo os documentos enviados ao Securities and Exchange Commission, em 1999 a empresa teve receita de US$ 3,5 milhões, com prejuízo líquido de US$ 26,3 milhões. A empresa conseguira levantar US$ 250 milhões, dos quais US$ 28 milhões vieram de um grupo de investidores em 1999 que incluía Flatiron, Oak e Chase e US$ 60 milhões da Amazon.com.
Kozmo fechou também um contrato com a Starbucks em fevereiro de 2000, onde concordou em pagar US$ 150 milhões à cafeteria para que esta anuncie a loja em seus estabelecimentos.
Kozmo.com encerrou suas atividades em março de 2001, após pagar US$ 15 milhões. Em julho de 2000, no auge da empresa, ela operava em Atlanta, Chicago, Houston, São Francisco, Seattle, Portland, Boston, New York, Washington, D.C., San Diego e Los Angeles.
Kozmo planejou um IPO com o Credit Suisse First Boston, mas nunca concluiu o lançamento ao público.
O derrame de dinheiro e erros nas relações públicas continuaram a trazer problemas à empresa. Apesar de vários funcionários sugerirem à direção que o Kozmo imponha um valor mínimo de compra e/ou cobre uma taxa de entrega, a empresa continuou a usar o mesmo modelo de negócios (entrega grátis) para produtos de qualquer valor, mesmo por exemplo um chocolate de US$ 0,50.[carece de fontes?]
A empresa foi o assunto de uma reportagem em abril de 2000 pelos repórteres Brock Meeks e Elliot Zaret do MSNBC.com. A reportagem acusava a empresa de propositalmente não oferecer seu serviço de entrega a bairros povoados majoritariamente por Afro-americanos. Kozmo negou que a raça tenha qualquer influência em sua decisão de onde oferecer entregas, informando que a empresa define seu mercado consumidor baseado principalmente em taxas de penetração de Internet.
O Equal Rights Center, uma organização de direitos civis de Washington citou o artigo e intimou a empresa sobre as acusações. Mais tarde a organização voltou atrás, afirmando que de fato o Kozmo não tinha motivações raciais ao escolher sua área de entrega. Kozmo anunciou a doação de 125 mil dólares destinados à melhora do acesso da Internet em áreas carentes.
Mesmo sendo popular entre estudantes universitários e profissionais jovens, a empresa rapidamente faliu após o estouro da bolha da internet, demitindo seus 1100 funcionários e fechando definitivamente em abril de 2001. Em várias cidades servidas, funcionários do Kozmo só souberam do fim da empresa na hora em que chegaram para trabalhar, quando encontraram as portas trancadas. Todas as bases de operação, e o centro de distribuição em Memphis, foram liquidados pouco depois. Roupas e acessórios dos funcionários foram vendidos a lojas de descontos em todos os Estados Unidos e podem ser encontradas à venda até hoje.[carece de fontes?]

## Após o Kozmo
O documentário e-Dreams, lançado em junho de 2001, exibe a ascensão e queda da empresa.
Em abril de 2005, o ex-CTO Chris Siragusa lança o MaxDelivery, um serviço semelhante ao Kozmo atendendo o centro de Manhattan, especializado na entrega de comida, vinho, DVDs e conveniências. O serviço continua operando.
Joseph Park, co-fundador e CEO, fundou em 2006 o Askville, hoje uma parte da Amazon. Park deixou a Amazon em junho de 2009, quando tornou-se presidente do BibleGateway.com, da editora cristã Zondervan, uma subsidiária do HarperCollins (empresa do grupo News Corp..
Yong Kang, co-fundador, voltou a Wall Street e desde junho de 2009 é um banqueiro de investimentos no banco Lehman Brothers (hoje Barclays Capital).

## Notes
1. 1 2  
Wu, John C. (1 de novembro de 2001). «Anatomy of a Dot-Com». Supply Chain Management Review. Consultado em 17 de julho de 2007. Arquivado do original em 21 de agosto de 2004
2. ↑  Dukcevich, Davide (22 de junho de 2000). «Kozmo.com Pedaling To The Precipice?». Forbes. Consultado em 16 de abril de 2010
3. ↑  «Kozmo Com Inc SEC filing · S-1 · On 3/20/00». SECInfo.com. 20 de março de 2000. Consultado em 7 de janeiro de 2008
4. ↑  "Kozmo.com Receives $28 Million from Flatiron, Oak Investment, Chase Capital and Others". Business Wire, Press Release. October 13, 1999. Retrieved 2010-03-11.
5. ↑  Greenspan, Sharon (20 de março de 2000). «Press Release: Amazon.com Announces Investment...». Amazon.com. Consultado em 17 de julho de 2007
6. ↑  Wilcox, Joe (14 de fevereiro de 2000). «Kozmo.com sees more sales in Starbucks deal». News.com. Consultado em 16 de abril de 2010
7. ↑  Sandoval, Greg (February 29, 2000). "Kozmo may deliver itself to the public". News.com. Retrieved 2010-04-16.
8. ↑  
Zaret, Eliot; Meeks, Brock (11 de abril de 2000). «Kozmo's digital dividing lines». MSNBC.com. Consultado em 11 de março de 2010. Arquivado do original em 17 de dezembro de 2000
9. ↑  «Kozmo.com and Equal Rights Center Announce Initiative to Bridge the Digital Divide». Business Wire. 5 de dezembro de 2000. Consultado em 11 de março de 2010
10. ↑  
Casselman, Ben (17 de abril de 2001). «Kozmo.com Website Goes Out of Business». Columbia Spectator. Consultado em 17 de julho de 2007. Arquivado do original em 10 de julho de 2010
11. ↑  Sandoval, Greg (April 11, 2001). "Kozmo to shut down, lay off 1,100". News.com. Retrieved 2010-04-16.
12. ↑  Cantrell, Amanda (September 14, 2005) "Rebirth of Kozmo.com, kind of". CNN, CNNMoney.com. Retrieved 2010-04-16.
13. ↑  Metz, Rachel (July 13, 2005). "Diapers Revive Dead Dot-Com"". Wired.
14. ↑  Engleman, Eric (29 de setembro de 2009). «Kozmo.com founder Park leaves Amazon for Bible Gateway». TechFlash. Consultado em 28 de abril de 2010
15. ↑  Henricks, Mark (29 de maio de 2008). «Where are they now: Kozmo.com». The Industry Standard. Consultado em 27 de abril de 2013. Arquivado do original em 1 de junho de 2008